# Sergej Michajlovitsj van Rusland

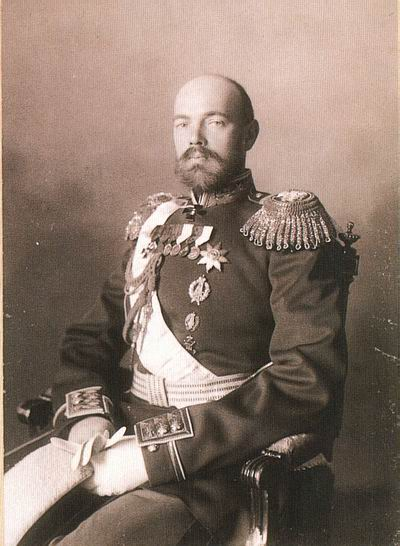
Grootvorst Sergej Michajlovitsj van Rusland

Sergej Michajlovitsj Romanov (Russisch: Сергей Михайлович Романов) (Bordzjomi, 7 oktober 1869 – Alapajevsk, 17/18 juli 1918), grootvorst van Rusland, was de vijfde zoon en het zesde kind van grootvorst Michaël Nikolajevitsj en diens echtgenote, Olga Fjodorovna. Zijn vader was de zoon van tsaar Nicolaas I en de broer van tsaar Alexander II.
Grootvorst Sergej had een carrière in het Russische leger. Hij stond bekend als een artillerieofficier die zo enthousiast was dat het leger grote tekorten had op de munitievoorraden. Hij vocht tijdens de Eerste Wereldoorlog aan het front, waar hij voor het eerst niet overschaduwd werd door zijn intelligente, oudere broer, grootvorst Nicolaas Michajlovitsj.
Tijdens de Russische Revolutie werd Sergej gevangengenomen en door de bolsjewieken naar Alapajevsk, een kleine stad in de bergen van de Oeral, gezonden. Daar werd hij enkele maanden vastgehouden met een aantal familieleden: grootvorst Constantijn Konstantinovitsj, grootvorst Igor Konstantinovitsj, grootvorstin Elisabeth Fjodorovna, grootvorst Ivan Konstantinovitsj en Vladimir Palej. In de nacht van 17 op 18 juli 1918 (24 uur na de moord op Nicolaas II en zijn gezin) werden de gevangenen door de bolsjewieken vermoord. Sergej was toen 48 jaar oud. Hun lichamen werden door het Witte leger teruggevonden in een verlaten mijnschacht. Ze werden uiteindelijk herbegraven in de Kerk van de Martelaren in de buurt van Peking, China.